# 찻집

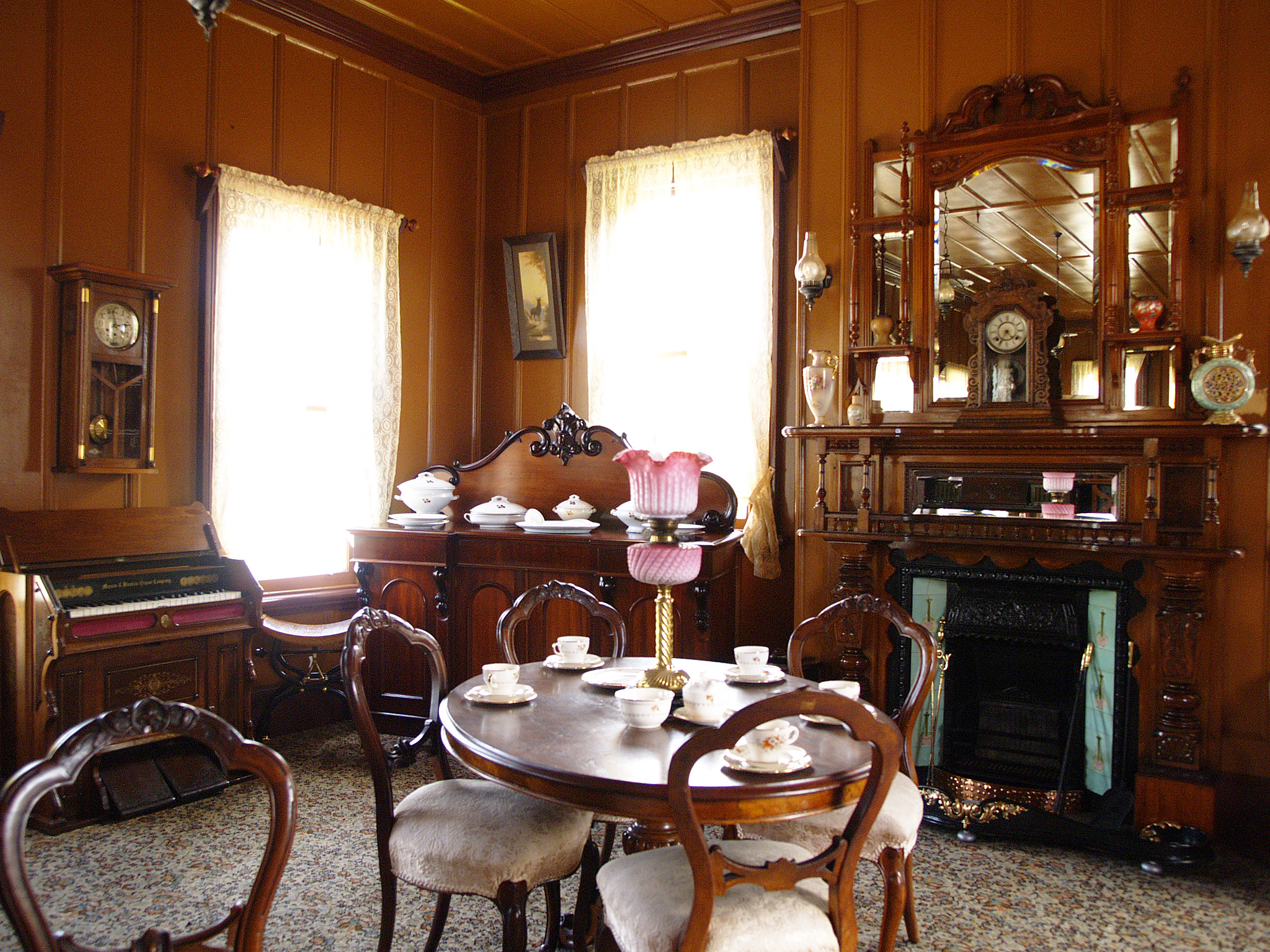
뉴질랜드의 Shantytown Heritage Park의 다실에서 제공되는 차

찻집(茶- , 영어: teahouse, tearoom, tea room)은 주로 차와 다른 가벼운 다과를 제공하는 시설이다. 다실(茶室)은 호텔에서 애프터눈 티를 제공하기 위해 따로 마련한 방이나 크림 티만을 제공하는 시설일 수 있다. 다실의 기능은 상황이나 국가에 따라 다를 수 있지만, 찻집은 종종 커피집과 같은 사회적 상호작용의 중심지 역할을 한다.

## 같이 보기
- 다방
- 커피집